# Edson Pérez
Edson Rigoberto Pérez Torres (Sucre, 16 de diciembre de 1992) es un futbolista boliviano. Se desempeña como centrocampista en el Real Potosí de la Asociación de Fútbol Potosí.

## Clubes
| Club                    | País    | Año         |
| ----------------------- | ------- | ----------- |
| Universitario (USFX)    | Bolivia | 2009 - 2010 |
| Fancesa                 | Bolivia | 2011        |
| Universitario (USFX)    | Bolivia | 2012 - 2016 |
| Nacional Potosí         | Bolivia | 2017 - 2020 |
| Jorge Wilstermann       | Bolivia | 2021 - 2022 |
| Independiente Petrolero | Bolivia | 2023        |
| Real Potosí             | Bolivia | 2024 -      |

## Palmarés

### Títulos nacionales
| Título           | Club                 | Año           |
| ---------------- | -------------------- | ------------- |
| Primera División | Universitario (USFX) | Clausura 2014 |